# Kościół św. Andrzeja Apostoła w Nieznamierowicach
Kościół świętego Andrzeja Apostoła – rzymskokatolicki kościół parafialny należący do dekanatu drzewickiego diecezji radomskiej.
Obecna świątynia murowana została zbudowana na miejscu wcześniejszego drewnianego kościoła w latach 1923 - 1933 według projektu Jarosława Wojciechowskiego. Świątynia została zbudowana dzięki księżom: księdzu Józefowi Cyrańskiemu, księdzu Hieronimowi Marczewskiemu, księdzu Leonu Izdebskiemu, księdzu Stanisławowi Gruszce. 1933 roku budowla została konsekrowana przez biskupa Pawła Kubickiego. Większe prace remontowe zostały wykonane w 1971 roku i w latach 80. XX wieku. Świątynia została wybudowana z piaskowca, natomiast cokół został wzniesiony z granitu. Budowla jest jednonawowa z transeptem i posiada rozbudowaną część frontową zwieńczoną szczytem flankowanym spływami wolutowymi. Wejście do świątyni jest obramione kamienną, profilowaną opaską z kluczem. Prezbiterium zostało zbudowane na planie wieloboku. Na kalenicy dachu jest umieszczona sygnaturka.

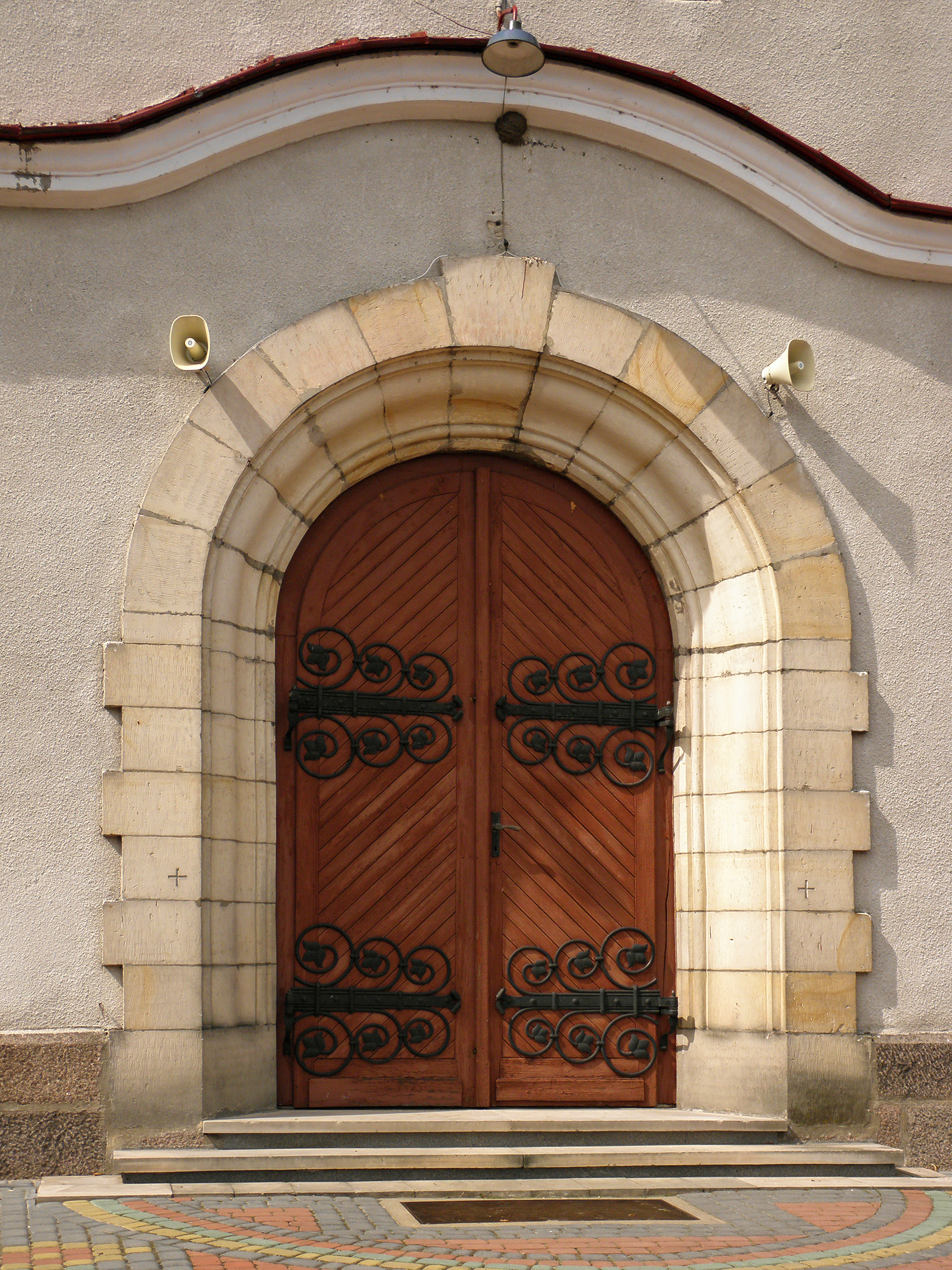
Wejście do świątyni
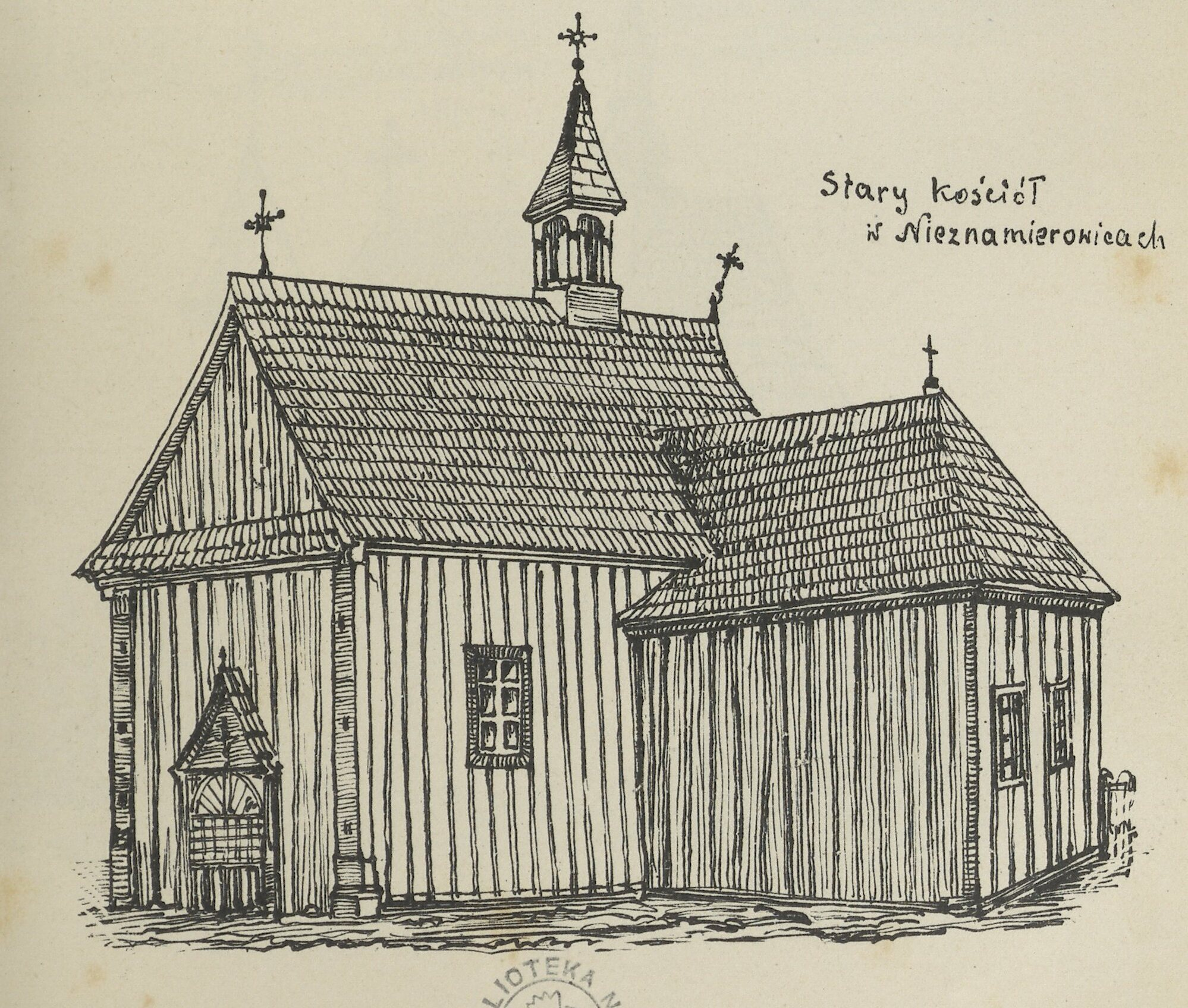
Stary kościół przed 1913